# Garfield County (Montana)
Garfield County ist ein County im Bundesstaat Montana der Vereinigten Staaten. Der Sitz der Countyverwaltung (County Seat) befindet sich in Jordan.

## Demografische Daten
Nach der Volkszählung im Jahr 2000 lebten im County 1.279 Menschen. Es gab 532 Haushalte und 366 Familien. Die Bevölkerungsdichte betrug weniger als 1 Einwohner pro Quadratkilometer. Ethnisch betrachtet setzte sich die Bevölkerung zusammen aus 99,14 % Weißen, 0,08 % Afroamerikanern, 0,39 % amerikanischen Ureinwohnern, 0,08 % Asiaten, 0,08 % Bewohnern aus dem pazifischen Inselraum und 0,00 % aus anderen ethnischen Gruppen; 0,23 % stammten von zwei oder mehr ethnischen Gruppen ab. 0,39 % der Bevölkerung waren spanischer oder lateinamerikanischer Abstammung.
Von den 532 Haushalten hatten 28,80 % Kinder und Jugendliche unter 18 Jahre, die bei ihnen lebten. 60,30 % waren verheiratete, zusammenlebende Paare, 4,50 % waren allein erziehende Mütter. 31,20 % waren keine Familien. 28,20 % waren Singlehaushalte und in 13,50 % lebten Menschen im Alter von 65 Jahren oder darüber. Die Durchschnittshaushaltsgröße betrug 2,38 und die durchschnittliche Familiengröße lag bei 2,93 Personen.
Auf das gesamte County bezogen setzte sich die Bevölkerung zusammen aus 24,50 % Einwohnern unter 18 Jahren, 7,10 % zwischen 18 und 24 Jahren, 23,30 % zwischen 25 und 44 Jahren, 25,80 % zwischen 45 und 64 Jahren und 19,30 % waren 65 Jahre alt oder darüber. Das Durchschnittsalter betrug 42 Jahre. Auf 100 weibliche Personen kamen 106,60 männliche Personen, auf 100 Frauen im Alter ab 18 Jahren kamen statistisch 103,40 Männer.
Das jährliche Durchschnittseinkommen eines Haushalts betrug 25.917 USD, das Durchschnittseinkommen der Familien betrug 31.111 USD. Männer hatten ein Durchschnittseinkommen von 20.474 USD, Frauen 14.531 USD. Das Prokopfeinkommen betrug 13.930 USD. 21,50 % der Bevölkerung und 16,70 % der Familien lebten unterhalb der Armutsgrenze. 27,90 % davon waren unter 18 Jahre und 17,40 % waren 65 Jahre oder älter.

## Geschichte
Ein Ort im County ist im National Register of Historic Places eingetragen (Stand 8. Februar 2018), das Hornaday Camp.

## Orte im Garfield County
Towns
| - Jordan |

Unincorporated Communitys
| - Brusett - Cohagen - Mosby - Sand Springs |